# Anisota astynome
Anisota astynome är en fjärilsart som beskrevs av Olivier 1790. Anisota astynome ingår i släktet Anisota och familjen påfågelsspinnare. Inga underarter finns listade i Catalogue of Life.